# Jim McElmury
James Donald "Jim" McElmury (Saint Paul, Minnesota, 1949. október 3. –) amerikai profi jégkorongozó.

## Pályafutása
Komolyabb karrierjét a Bemidji State University-n kezdte 1969-ben. Az egyetemen két évet töltött majd két idényt az amerikai válogatottban játszott. 1972-ben a Minnesota North Stars leigazolta de előbb az AHL-es Cleveland Baronshoz került. A következő idényben hét mérkőzésen lépett pályára a North Stars színeiben de a szezon többi részét a Cleveland Baronsban és a Jacksonville Baronsban töltötte (szezon közben átköltözött a csapat). Az 1973–1974-es idényt a WHL-es Portland Buckaroosban töltötte majd a következő másfél idényt az NHL-es Kansas City Scoutsban. A szezon közben leküldték az AHL-ben szereplő Springfield Indiansba. Az 1976–1977-es szezonban az NHL-es Colorado Rockiesban és az AHL-es Rhode Island Redsben szerepelt. 1977–1978-ban a Colorado Rockiesban játszott még két mérkőzést majd a CHL-es Phoenix Roadrunnershöz került innen pedig az AHL-es Hampton Gullsba. A szezon végén visszavonult.

### A válogatottban
Első nagy nemzetközi megmérettetése az 1970-es jégkorong-világbajnokság volt ahol feljutottak az A csoportba. Az 1971-es jégkorong-világbajnokságon az amerikai válogatott nagyon gyengén szerepelt és kiesett az A csoportból. A következő évben játszhatott az 1972-es téli olimpián és ezüstérmes lett. Utolsó világeseménye az  1977-es jégkorong-világbajnokság volt, ahol az amerikai válogatottal a hatodik lett.

## Sikerei, díjai
- NAIA All-American Első csapat: 1968, 1969, 1970, 1971
- Olimpiai ezüstérem: 1972